# 阿爾萬德凱納爾
阿爾萬德凱納爾（波斯語：‎）是伊朗的城市，位於該國西南部阿拉伯河左岸，由胡齊斯坦省負責管轄，距離首府阿瓦士約140公里，處於首都德黑蘭西南680公里，海拔高度3米，2006年人口9,761。